# District de Tong'an
Le district de Tong'an (同安区 ; pinyin : Tóng'ān Qū) est une subdivision administrative de la province du Fujian en Chine. Il est placé sous la juridiction de la ville sous-provinciale de Xiamen.